# Ingá-Máret Gaup-Juuso
|  | No s'ha de confondre amb Inga Juuso. |

Ingá-Máret Gaup-Juuso (1978) és una actriu, cantant i artista del joik sami.
Va créixer en el si d'una família de ramaders de rens a Karesuando. Llicenciada en llengua i literatura sami, és més coneguda per la seva carrera musical com a intèrpret del joik amb tècnica tant moderna com tradicional. El 2015 va participar per primera vegada en el concurs de música sami Sámi Grand Prix en la categoria de joik obtenint la segona posició. El 2016 va fundar la banda Tundra Electro junt amb el músic noruec Patrick Shaw Iversen i la violinista d'arrels indis Harpreet Bansal. Van publicar els seu primer àlbum Eanan Gamáda-Earth Shaking el 2020. L'any 2022 Gaup-Juuso va tornar a participar a Sámi Grand Prix en la categoria de cançó amb el tema Dovdameahttumii i va guanyar.
Com a actriu ha actuat en el teatre nacional sami Beaivváš.